# Cima Fiammante
La Cima Fiammante (3.219 m s.l.m. - Lodner o Lodnerspitze in tedesco) è una montagna delle Alpi Venoste nelle Alpi Retiche orientali. La montagna appartiene al Gruppo Tessa e si trova in provincia di Bolzano.